# Landschaftsschutzgebiet Sundern

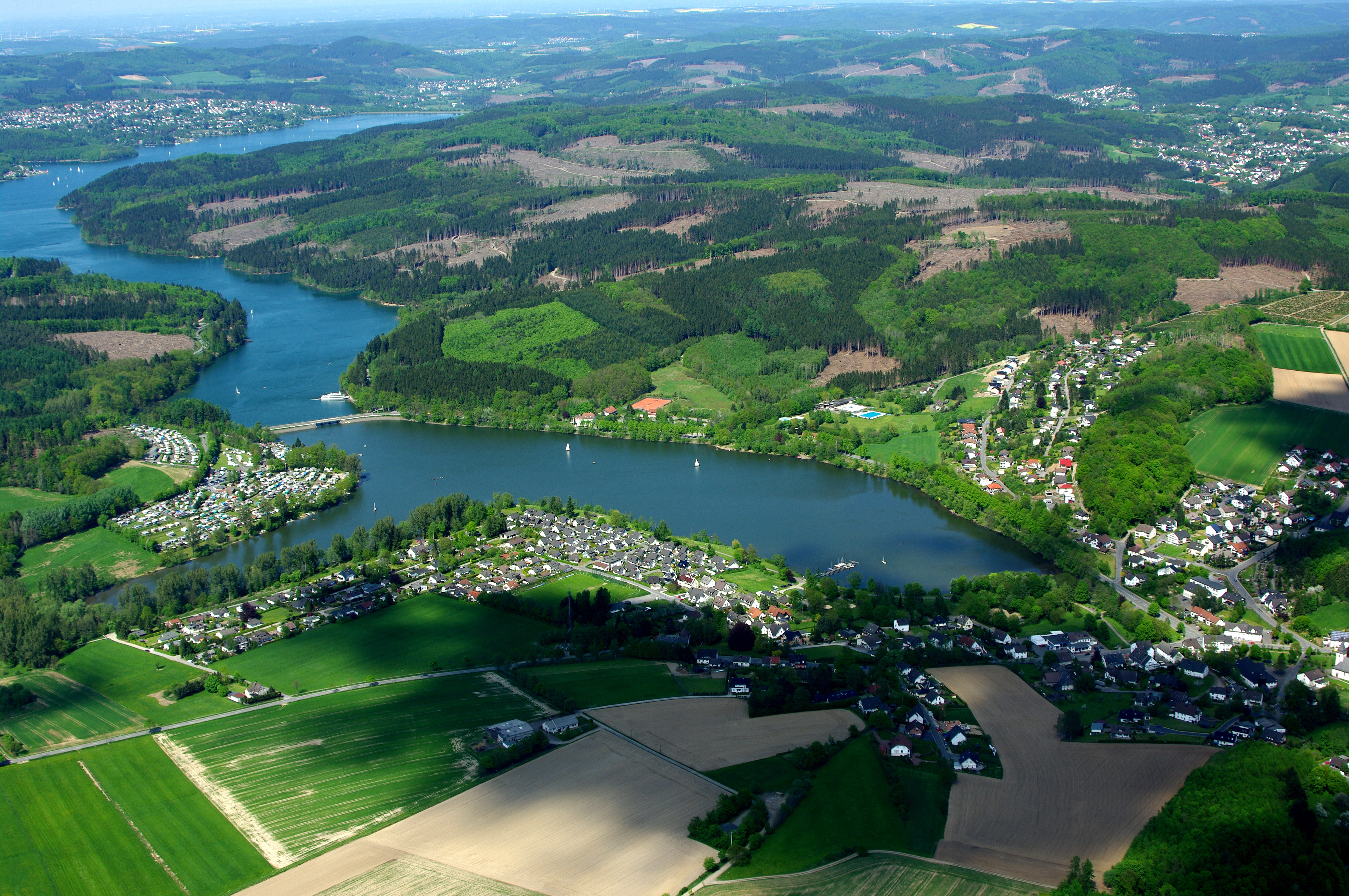
Sorpesee und Waldflächen gehören zum Landschaftsschutzgebiet Sundern

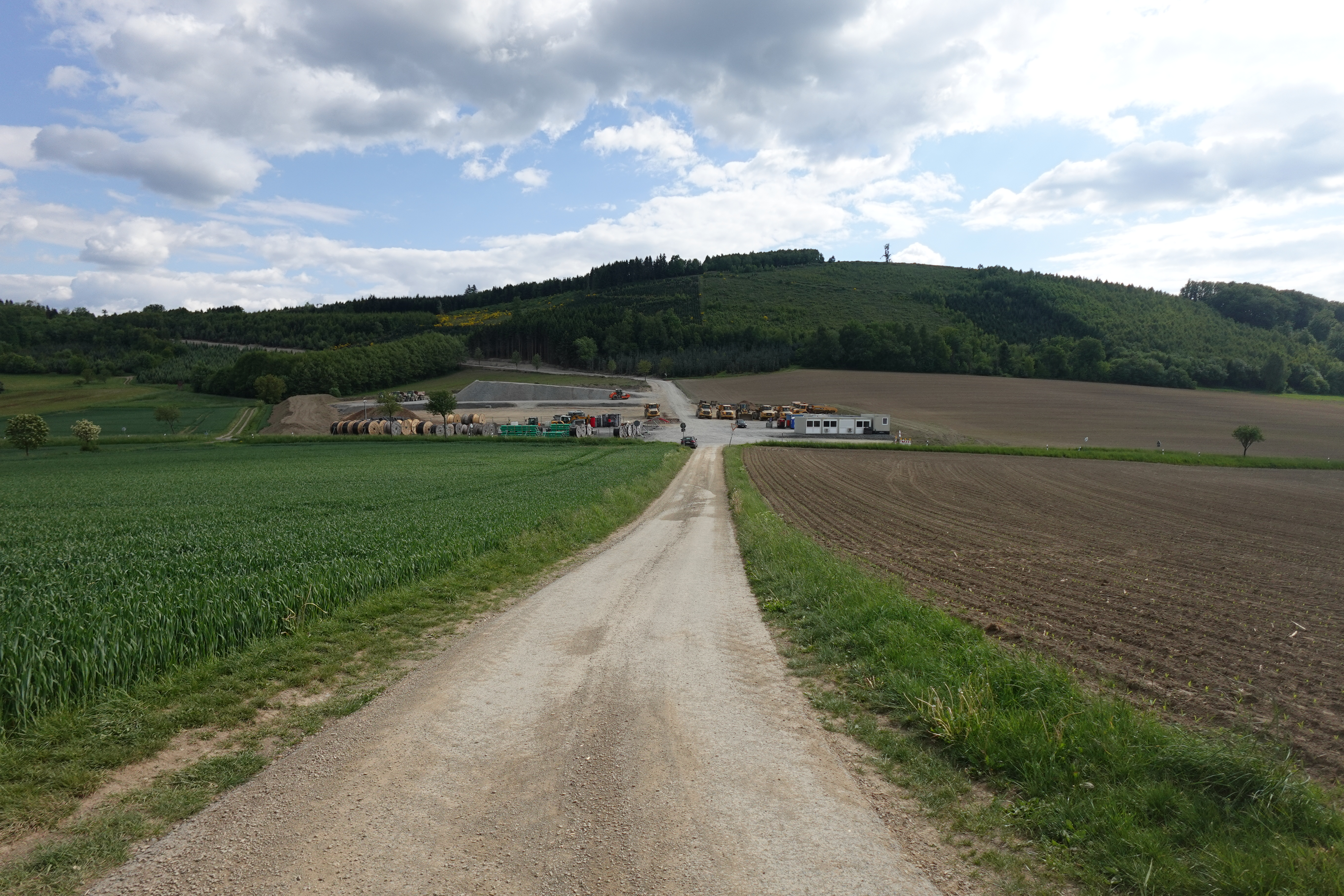
Lager für Windkraftanlagen im Schutzgebiet

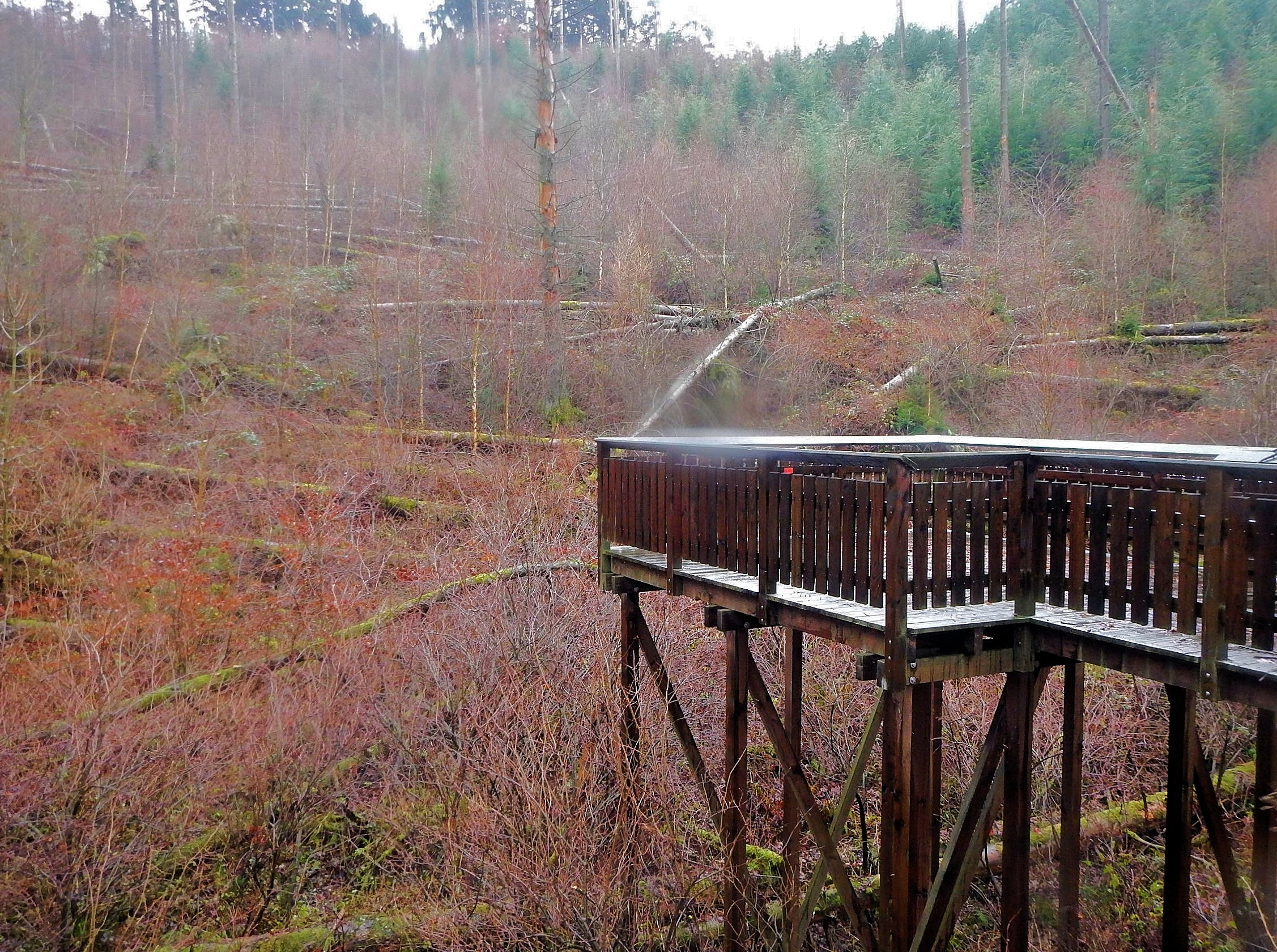
Sukzessionfläche am Sorpesee, die nach dem Orkan Kyrill sich selbst überlassen wurde

Das Landschaftsschutzgebiet Sundern mit 12696,1 ha Flächengröße liegt im Stadtgebiet von Sundern im Hochsauerlandkreis. Es wurde 1993 mit dem Landschaftsplan Sundern durch den Kreistag des Hochsauerlandkreises als Landschaftsschutzgebiet (LSG) mit 14.692,83 ha Flächengröße ausgewiesen. Bei den Neuaufstellungen des Landschaftsplanes Sundern wurde es 1993 und 2019 als Landschaftsschutzgebiet vom Typ A, Allgemeiner Landschaftsschutz erneut ausgewiesen und verkleinert.
Das LSG ist eines von 106 Landschaftsschutzgebieten in der Stadt Sundern. In der Stadt gibt es ein Landschaftsschutzgebiet vom Typ A, 45 Landschaftsschutzgebiete vom Typ B, Ortsrandlagen, Landschaftscharakter und 60 Landschaftsschutzgebiete vom Typ C, Wiesentäler.

## Beschreibung
Das LSG geht reicht bis an den Siedlungsrand und besteht aus 60 Teilflächen. Es gehört zum Naturpark Sauerland-Rothaargebirge und umfasst großflächig alle Flächen in Sundern, die außerhalb des Bebauungsbereichs, aktiven Steinbrüchen und anderen Schutzgebieten liegen. Im LSG liegen hauptsächlich Waldbereiche, ferner großflächige Bereiche mit Offenland (Grünland und Acker) sowie kleinere Bereiche mit Weihnachtsbaum-, Schmuckreisig- und Baumschul-Kulturen.
Der Landschaftsplan führt zum LSG aus: „Die Schutzausweisung umfasst annähernd das gesamte Plangebiet mit Ausnahme der Siedlungsbereiche, Schutzgebiete strengerer bzw. spezifischer Schutzkategorien und der Gebiete ohne Festsetzungen. Das Schutzgebiet sichert einen repräsentativen Ausschnitt aus den Naturräumen des Sauerlandes. Das Landschaftsschutzgebiet Sundern ummantelt zahlreiche hochgradig schutzwürdige Lebensräume und Landschaftsbestandteile, die durch weitergehende Schutzfestsetzungen gesichert werden. Es dient somit auch der Sicherung eines weitgehend intakten Umfeldes für diese Schutzobjekte und Schutzgebiete.“

## Schutzzweck

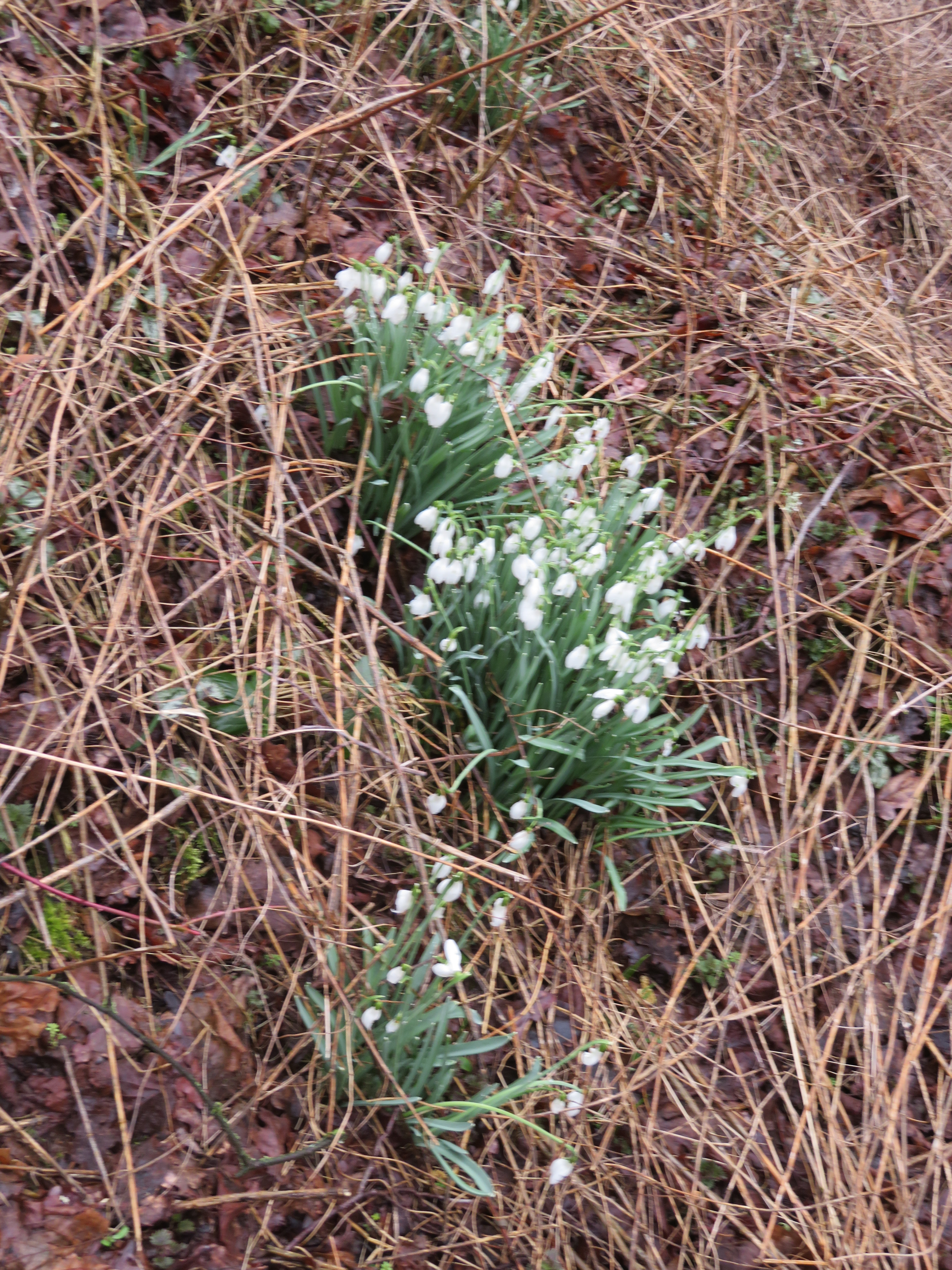
Kleines Schneeglöckchen im LSG Sundern

Die Ausweisung erfolgte zur Sicherung und Erhaltung der natürlichen Erholungseignung und der Leistungsfähigkeit des Naturhaushaltes gegenüber den vielfältigen zivilisatorischen Ansprüchen an Natur und Landschaft. Das LSG dient der Ergänzung bzw. als Pufferzonenfunktion der strenger geschützten Teile dieses Plangebietes durch den Schutz ihrer Umgebung vor Einwirkungen, die den herausragenden Wert dieser Naturschutzgebiete und Schutzobjekte mindern könnten und der Sicherung der Kohärenz und Umsetzung des europäischen Schutzgebietssystems Natura 2000. Auch die Erhaltung von im Stadtgebiet verstreut anzutreffenden kulturhistorischen Relikten soll durch das LSG gesichert werden.

## Rechtliche Vorschriften
Wie in den anderen Landschaftsschutzgebieten im Stadtgebiet besteht im LSG ein Verbot, Bauwerke zu errichten. Vom Verbot ausgenommen sind Bauvorhaben für Gartenbaubetriebe, Land- und Forstwirtschaft (§ 35 Abs. 1 Nr. 1 und 2 des Baugesetzbuches). Die Untere Naturschutzbehörde kann Ausnahmegenehmigungen für Bauten aller Art erteilen.